# Dünnmühle
Die Dünnmühle oder Lommertzenmühle und auch Neue Mühle war ein Ortsteil und zunächst eine Pleißmühle, dann eine Vollmühle und zuletzt eine Papiermühle im Stadtteil Gronau von Bergisch Gladbach an der Strunde.

## Geschichte

### Geschichte der Mühle
Die Mühle war ursprünglich eine der vielen Pleißmühlen an der Strunde, die 1589 als Lederwalkmühle erwähnt wird. 1773 war sie immer noch eine Vollmühle (Lederwalkmühle) mit einem unterschlächtigen Wasserrad und einem Wassergefälle von vier Fuß acht Zoll. 1807 kam Johann Wilhelm Lommertzen durch Heirat der Witwe Gertrud Kaesbach auf die Dünnmühle. Sie war um diese Zeit zu einer Gerstenschälmühle herabgesunken. Lommertzen ließ die alte Schälmühle 1818 zu einer Papiermühle umbauen. Er nannte sie jetzt die Neue Mühle. Zehn Jahre hat Lommertzen hier Papier mit dem Wasserzeichen WL herstellen lassen. Am 4. Januar 1828 verpachtete Lommertzen die Papiermühle an seinen Nachbarn von der Kieppemühle Karl August Koch auf zehn Jahre. Nach Ablauf der Mietzeit von zehn Jahren erwarb Koch die Mühle als Eigentum.
Spätestens 1848 wurde in der Mühle nicht mehr gearbeitet, denn in diesem Jahr zog Karl August Koch die Wassergefälle von der Neuen Mühle, die inzwischen allgemein als Lommertzens Mühle bekannt war, und von der Piddelbornsmühle zur Kieppemühle hoch. Im 19. Jahrhundert wurde an der Dünnmühle mehrmals an- und umgebaut, bis sich die Familie Poensgen das vorhandene Gebäude zu Beginn des 20. Jahrhunderts in eine großzügig geschnittene Villa umbauen ließ. In den Abriss der Kieppemühle wurde später auch dieses Haus mit einbezogen. Heute ist das ehemalige Strundeufer an dieser Stelle mit Bäumen bewachsen, doch der Umriss des Hauses ist noch zu erahnen. Südlich gegenüber befindet sich ein großes betoniertes Regenrückhaltebecken.

### Geschichte des Wohnplatzes
Aus Carl Friedrich von Wiebekings Charte des Herzogthums Berg 1789 geht hervor, dass Neuemühle zu dieser Zeit Teil der Honschaft Gronau war.
Unter der französischen Verwaltung zwischen 1806 und 1813 wurde das Amt Porz aufgelöst und Neuemühle wurde politisch der Mairie Gladbach im Kanton Bensberg zugeordnet. 1816 wandelten die Preußen die Mairie zur Bürgermeisterei Gladbach im Kreis Mülheim am Rhein. Mit der Rheinischen Städteordnung wurde Gladbach 1856 Stadt, die dann 1863 den Zusatz Bergisch bekam.
Der Ort ist auf der Topographischen Aufnahme der Rheinlande von 1824, auf der Preußischen Uraufnahme von 1840 und ab der Preußischen Neuaufnahme von 1892 auf Messtischblättern regelmäßig ohne Namen verzeichnet. 
| Jahr | Einwohner | Wohn- gebäude | Kategorie   | Bezeichnung |
| ---- | --------- | ------------- | ----------- | ----------- |
| 1845 | 13        | 2             | Papiermühle | Neuemühle   |
| 1871 | 25        | 2             | Hofstelle   | Neumühle    |
| 1885 | 36        | 4             | Wohnplatz   | Neuemühle   |
| 1905 | 23        | 3             | Wohnplatz   | Neuemühle   |